# Gustave Charpentier

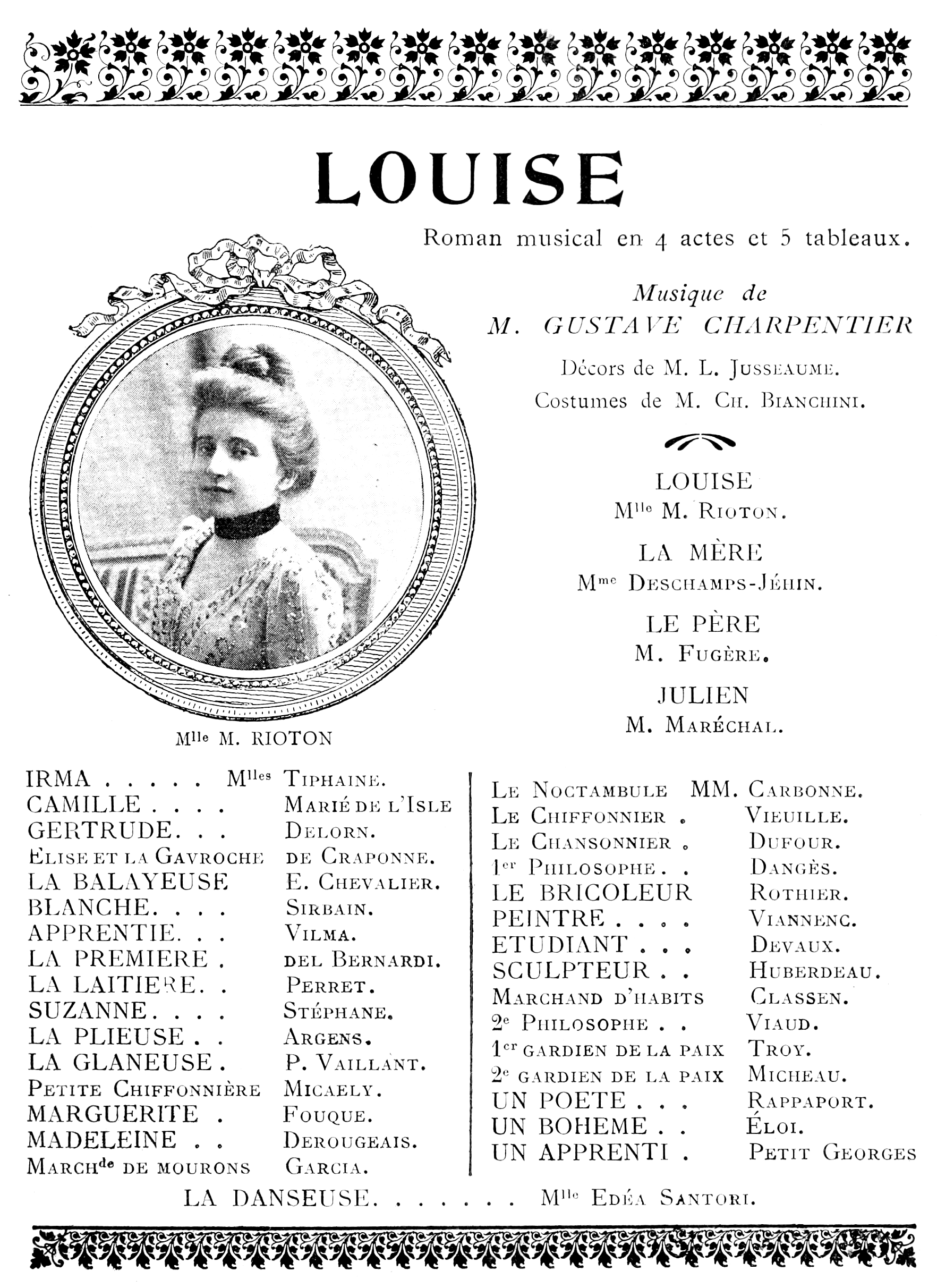
Romanul muzical Louise, de Gustave Chapentier

Gustave Charpentier (n. 25 iunie 1860, Dieuze⁠(d), Lorraine⁠(d), Franța – d. 18 februarie 1956, Paris, Franța) a fost un compozitor francez, militant progresist pe tărâm muzical, cunoscut în primul rând prin opera sa Louise (1900), inspirată din viața muncitoarelor pariziene, care prin subiect și tratare se apropie de verismul italian.
Influențată de stilul operei lirice, muzica lui manifestă unele tendințe impresioniste.
El a compus Viața poetului (1893) pentru soliști, cor și orchestră, suita simfonică Impresii din Italia (1890), opera Julien. 
A organizat festivități populare, a înființat la Paris un conservator popular și a compus imnuri populare de mare amploare (ex. imnul în cinstea aniversării centenarului nașterii lui Victor Hugo).